# CYP2D6
Citocromo P450 2D6 é uma enzima que, em humanos, é codificada pelo gene CYP2D6. CYP2D6 é expressa primariamente no fígado, mas apresenta também alta expressão em áreas do sistema nervoso central, incluindo a substância negra.
CYP2D6, é um membro do sistema de moonoxigenases citocromo P450 e é uma das enzimas mais importantes no metabolismo de xenobióticos no corpo. Em particular, a  CYP2D6 é responsável pelo metabolismo e eliminação de aproximadamente 25% das drogas utilizadas clinicamente por um processo chamado de O-demetilação. Essa enzima também metaboliza várias substâncias endógenas como hidroxitriptaminas e neuroesteroides.
Há uma variação considerável na eficiência e na quantidade de CYP2D6 produzida entra indivíduos. Sendo assim, para drogas que são metabolizadas por CYP2D6, certos indivíduos eliminarão essas drogas rapidamente (metabolizadores ultrarrápidos) enquanto outros o farão lentamente (metabolizadores lentos). Se uma droga é metabolizada muito rápida a sua eficácia pode ser diminuída, e, se ela é metabolizada muito lentamente, podem aparecer efeitos tóxicos. Dessa forma, a dosagem de uma droga pode precisar de ajuste, levando em consideração a velocidade do metabolismo por CYP2D6.
Além disso, outras drogas podem funcionar como inibidores da atividade da CYP2D6 ou indutores da expressão da enzima, o que pode levar a menor ou maior atividade, respectivamente. Se tal droga for tomada ao mesmo tempo com uma outra droga que seja um substrato de CYP2D6, a primeira pode afetar a taxa de eliminação da segunda através do processo de interação medicamentosa entre drogas.

## Gene
O gene é localizado próximo a dois pseudogenes da citocromo P450 no cromossomo 22q13.1. Variantes de transcrição através de splicing alternativo  codificando diferentes isoformas já foram descritas para esse  gene.

## Variabilidade genotípica/fenotípica
CYP2D6 apresenta a maior variabilidade fenotípica entre as CYPs, em grande parte devido a polimorfismos genéticos. O genótipo explica a função normal, reduzida ou não existente em diferentes sujeitos. Testes farmacogenômicos estão disponíveis atualmente para identificar pacientes com variações na CYP2D6 e têm sido usados cada vez mais na clínica. A função da CYP2D6 em qualquer sujeito particular pode ser descrita em uma das seguintes formas:
- metabolizador lento – pouca ou nenhuma função de CYP2D6
- metabolizador intermediários – apresenta taxa em algum lugar entre o lento e o extenso
- metabolizador extenso – função de CYP2D6 normal
- metabolizador ultrarrápido – expressa múltiplas cópias do gene da CYP2D6, possuindo função acima do normal

O fenótipo da CYP2D6 de pacientes é frequentemente determinado clinicamente através da administração de debrisoquina (um substrato seletivo de CYP2D6) e avaliação subsequente da concentração do metabólito no plasma (4-hidroxidebrisoquina).
O tipo de funcionalidade de CYP2D6 de um indivíduo pode influenciar a resposta individual a diferentes drogas metabolizadas por CYP2D6. a natureza do efeito  na resposta ao fármaco dependerá não só do tipo de função da CYP2D6 como também na  medida que o processamento da droga leva em uma substância com efeito similar, mais forte ou mais fraco que a original, ou sem efeito totalmente. Por exemplo, se a  CYP2D6 converte uma droga em um metabólito menos ativo, então os metabolizadores lentos possuirão uma resposta exagerada ao fármaco e efeitos adversos elevados. De forma inversa, se a CYP2D6 produz um metabólito mais ativo, os metabolizadores ultrarrápidos que terão uma resposta exagera e efeitos adversos intensos.

## Bases genéticas da variabilidade
A base genética para variabilidade de metabolização é o  alelo CYP2D6, localizado no cromossomo 22. Indivíduos possuindo certas variações alélicas apresentarão função normal, aumentada ou não-existente dependendo da sequência do  DNA.
| Alelos de CYP2D6 e atividade enzimática |                     |
| Alelo                                   | atividade de CYP2D6 |
| CYP2D6*1                                | normal              |
| CYP2D6*2                                | elevada             |
| CYP2D6*3                                | none                |
| CYP2D6*4                                | none                |
| CYP2D6*5                                | none                |
| CYP2D6*9                                | diminuída           |
| CYP2D6*10                               | diminuída           |
| CYP2D6*17                               | diminuída           |

## Fatores étnicos na variabilidade
Etnia é um fator na ocorrência da variabilidade deCYP2D6. A prevalência de metabolizadores lentos de CYP2D6 é de aproximadamente 6–10% em populações brancas, mas menor em outros grupos, como asiáticos (2%). Em Afro-americanos, a frequência de metabolizadores lentos é maior que em brancos. A ocorrência de metabolizadores CYP2D6 ultrarrápidos é maior aparentemente entre populações do Oriente Médio e norte-africanas.
Caucasianos de descendência europeia possuem predominatemente (~71%) o grupo funcional de alelos de CYP2D6, enquanto esses alelos representam apenas 50% dos alelos em populações de origem asiática.
Essa variabilidade se deve às diferenças na prevalências de diverso alelos de CYP2D6 nas populações - aproximadamente 10% dos brancos são metabolizadores intermediários devido à diminuição de função da CYP2D6 devido à presença do alelo não-funcionall CYP2D6*4 , enquanto aproximadamente 50% dos asiáticos possuem o alelo  com função diminuída CYP2D6*10 .

## Ligantes
A seguir encontra-se uma tabela de substratos, indutores e inibidores de CYP2D6 selecionados. Nos casos em que classes de agentes são listadas, é possível que haja exceções pontuais.
Inibidores de CYP2D6 podem ser classificados em termos de potência como:
- Inibidores potentes que causam um aumento de pelo menos 5 vezes nos valores de AUC (Area Under the Curve) para concentração plasmática ou uma diminuição de mais de 80% na depuração plasmática.[14]
- Inibidores moderados que causam pelo menos um aumento de 2 vezes nos valores de AUC, ou diminuição de 50-80% na depuração plasmática.[14]
- Inibidores fracos que causam aumento no valor de AUC plasmático de  1,25 a 2 vezes ou diminuem a depuração plasmática em 20-50%.[14]

| Substratos ↑ = bioativação por CYP2D6 | Inibidores | Indutores                                                                                               |
| --- | --- | --- |
| - Todos os antidepressivos tricíclicos, ex. - imipramina - amitriptilina - etc. - A maioria dos SSRIs (antidepressivos), e.g. - fluoxetina - paroxetina - fluvoxamine - venlafaxina (antidepressivo SNRI) - mianserin (antidepressivo tetracíclico) - opióides - codeína ↑ [em morfina] - tramadol ↑ [em O-desmetiltramadol] - O-desmetiltramadol ↑ [into N,O-didesmetolltramadol] - N-desmethyltramadol [inativo] ↑ em N,O-didesmetiltramadol] - oxicodone - hidrocodone ↑ [into hydromorphone] - antipsicóticos, e.g. - haloperidol - risperidona - perfenazina - tioridazine - zuclopentixol - iloperidona - aripiprazole - clorpromazine - levomepromazine - remoxipride - minaprine (RIMA antidepressant) - tamoxifen ↑ into hydroxytamoxifen (SERM) - bloqueadores beta - metoprolol - timolol - alprenolol - carvedilol - bufuralol - nebivolol - propranolol - debrisoquina (anti-hipertensivos) - Antiarrítmicos de classe I - flecainida - propafenone - encainida - mexiletina - lidocaína - sparteína - ondansetron (antiemético) - donepezil (inibidor de acetilcolinesterase) - fenformina (antidiabético) - tropisetron ( antagonista do receptor 5-HT3 ) - Estimulantes - (em ADHD, narcolepsia) - metoxianfetamina - dextrometanfetamina em ADHD severa e obesidade severa) - atomoxetina (em ADHD) - clorfenamina (anti-histamínico) - dexfenfluramina ( anoréctico serotoninérgico) - dextrometorfano (antitussígeno) [ no psicoativo dextrorfano] - duloxetina (SNRI) - metoclopramida (antagonista de dopamina) - perhexilina (agente anti-angina) - fenacetin (analgésico) - prometazina (anti-histamínico e anti-emético) | fortes: - SSRIs - fluoxetine - paroxetine - bupropiona (antidepressivo não-SSRI ) - quinidina (antiarrítimico de classe I) - cinacalcet (calcimimético) - ritonavir (antiretroviral) moderados - sertralina (SSRI) - duloxetina (SNRI) - terbinafina (antifungal) fracos: - buprenorfina (na depêndencia de opióides) - amiodarona (antiarrítmico) - cimetidina (antagonista do receptor H2) potência não especificada: - antipsicóticos - haloperidol - perfenazina - tioridazina - zuclopentixol - risperidona - clorpromazina - bicalutamida - hiperforina (St. Johns Wort) - anti-histamínicos ( antagonistas do receptor H1) - Prometazina - clorphenamina - difenidramina - hidroxizina - tripelenamina - alguns SSRIs. - citalopram - escitalopram - clemastina (anti-histamínico e anticolinérgico) - celecoxib (AINE) - clomipramina (antidepressivo tricíclico) - cocaína (estimulante) - doxorubicina (quimioterápico) - metoclopramida (antiemético, procinético) - metadona (analgésico e dependência de opioides) - moclobemide (antidepressivo) - doxepin (antidepressivo tricíclico, ansiolítico) - halofantrina ( malaria) - levomepromazina (antipsicótico) - mibefradil (bloqueador de canais de cálcio) - midodrina (agonista α1) - ticlopidina (anti-plaquetário) - cannabidiol | - dexametasona (glicocorticóide) - rifampicina (bactericida) fortes: - glutetimida (sedativo hipnótico) |